# Z Canis Majoris
Z Canis Majoris (Z CMa) este o stea de tip B din constelația Canis Major.  Are o magnitudine vizuală aparentă medie de aproximativ 9,85 deși luminozitatea îi poate crește cu 1-2 magnitudini, ca în 1987, 2000, 2004 și 2008.
Z Canis Majoris este un sistem binar complex cu o vechime de doar 300.000 de ani, ale căror două componente sunt separate printr-o distanță de aproximativ 100 AU sau 0,1" atunci când este observată de pe Pământ. Componenta din sud-est este o stea variabilă de tip FU Orionis, care este de 1.300 de ori mai luminoasă decât Soarele, are de 3 ori masa sa, de 13 ori diametrul și o temperatură a suprafeței de 10.000 K. Componenta din nord-vest este o stea Herbig Ae/Be care  are o masă calculată de 12 ori mai masivă decât Soarele, are de 1.690 ori diametrul său și o luminozitate de 2.400 ori mai mare, deși există unele incertitudini cu privire la proprietățile sale. 